# Накаи Цугумаро, Павел
Павел Накаи Цугумаро (яп. パウェル 中井 木菟麻呂 Павэру Накаи Цугумаро:, 1855, Осака — 1943, Киото) — японский китаист, писатель, поэт, переводчик. Сотрудник Русской духовной миссии в Японии; сопереводчик Священного Писания и богослужебных книг.

## Биография
Накаи Цугумаро родился 11 июня II года Ансэй (24 июля 1855 года), в Осаке, столице провинции Сэтцу. Принадлежал к учёному роду Накаи — наследственных глав осакских конфуцианских школ Осака-гакудзюку и Кайтокудо (с 1724 года). Был старшим ребёнком в семье Накаи Тоэна, преподавателя Кайтокудо, где особое внимание уделялось словесности и иероглифике. В Кайтокудо принимали отроков 10—15 лет, проходивших здесь шестилетний курс обучения — этим путём пошёл и Цугумаро, получив здесь основные знания в области японского языка, литературы и философии. Школа закрылась когда ему было 14 лет, однако Цугумаро успел получить превосходное для своего времени классическое образование. Его литературными псевдонимами явились Тэнсэй (天生) и Косё (黄裳).
В XI году Мэйдзи (1878), пройдя катехизацию у православного священника Иакова (Такая Тю) (イアコフ高屋仲), стал первым православным Осаки, приняв крещение с именем Павел. Начал работать помощником катехизатора в ближайших приходах благочиния. Во время одного из своих первых миссионерских путешествий по приходам новосоздающейся Японской церкви архиепископ Николай (Касаткин) встретился с молодым проповедником:

С Собора 1879 года назначен здесь [в Осака] помогать по проповеди Павел Накаи; в 1880 году он ушёл на проповедь в Вакаяма.
— Дневник Свт. Николая Японского. 31 мая/12 июня 1882 года.
В XIII году Мэйдзи (1880) проповедовал христианство в Какогава, префектура Хёго. По воспоминаниям Накаи, святитель Николай рекомендовал ему приостановить работу катехизатора и переехать в Токио, чтобы помогать переводить богослужебные книги на японский язык.
В XV году Мэйдзи (1882) Павел переехал в Токио, где поселился в районе Канда, по соседству с Токийской духовной миссией. На 30 лет стал бессменным соратником архиепископа Николая, посвятив жизнь помощи архипастырю в переводе богослужения для японской церкви. Труды шли почти ежедневно. Только летом и в Рождество владыка Николай и Павел Накаи делали небольшие перерывы в своих занятиях по переводу, и Накаи ездил на отдых в Киото и навещал в Осаке свою пожилую мать. К I году Тайсё (1912), когда преставился архиепископ Николай, совместные переводы святителя и Павла Накаи обеспечили Японскую православную паству почти всеми необходимыми текстами для полноценной церковной жизни.
Вскоре после кончины святителя в I году Тайсё (1912) Павел удалился от переводов, церковных дел и вернулся на малую родину. С сентября IX года Тайсё (1920) по XII год Сёва (1937) был преподавателем в женской школе Умэхана в Осаке, после чего ушёл на покой.
Его тщанием был сохранён богатый семейный школьный архив, который он впоследствии пожертвовал Обществу памяти Кайтокудо.
В течение всей своей жизни вел дневник.
Скончался 25 марта XVIII года Сёва (1943) в Киото.
Память Павла Накаи особо чтится среди православных в Осаке. По почину местной церкви, его гробница была перенесена на кладбище в городе Каваниси. Десятки дневниковых тетрадей Павла Накаи хранятся в библиотеке Осакского университета.